# Country Music Association
Country Music Association (сокр. CMA; рус. Ассоциация музыки кантри) — американская ассоциация, объединяющая музыкантов, авторов, продюсеров и других деятелей индустрии жанра кантри. Основана в 1958 году в Нашвилле с целью поддержки и продвижения музыки этого стиля в США и мире. Более известна своей ежегодной церемонией вручения музыкальных наград Country Music Association Awards, транслируемой в общенациональном масштабе (в октябре или ноябре каждого года). Объединяет более 6000 профессионалов и компаний индустрии кантри-музыки. В честь 50-летнего юбилея ассоциации, рекорд-лейбл MCA Nashville выпустил песню «Forever Country», в записи которой приняли участие многие звёзды кантри-музыки.

## История
Основана в восточных штатах США в 1958 году для поддержки исполнителей музыки кантри. Позднее в западных штатах была создана сходная организация — Академия музыки кантри (1964 год, Лос-Анджелес). Первоначально членами-основателями ассоциации были около 230 человек во главе с президентом-основателем Конни Гэйем и первым председателем правления Уэсли Роузом (президент кантри-музыкального издательства Acuff-Rose Publishing, Inc.). Первым наёмным функционером была Джо Уокер-Мэдор, пришедшая в 1958 году на должность офис-менеджера и ставшая в итоге исполнительным директором (с 1962 по 1991 год).
В 1961 году ассоциацией была создана почесть «Зал славы кантри», для которой тогда ещё не было специального здания — портреты награжденных выставлялись в Музее штата Теннесси. Первыми награды удостоились легендарные исполнители Джимми Роджерс, Фред Роуз и Хэнк Уильямс. Позднее при активном участии ассоциации было построено специальное учреждение — Зал славы и музей кантри, которое открылось для посетителей в 1967 году на пересечении 16th Avenue South и Division Street в Нэшвилле (число посетителей превысило 70 000 человек в первый год, а за первые три года — 500 000).
Существует как индивидуальное (по 15 категориям от исполнителей и композиторов до менеджеров и промоутеров), так и корпоративное членство в ассоциации.

## Награды
Впервые вручение наград CMA Awards прошло 1967 году в Нэшвилле. Церемонию вели Сонни Джеймс и Бобби Джентри (без телеэфира). Победителем в главной номинации «Entertainer of the Year» стал певец Эдди Арнольд. В категории «Male Vocalist of the Year» победил Джек Грин, а в «Female Vocalist of the Year» — Лоретта Линн. В 1968 году церемонию вели Рой Роджерс и Дейл Эванс и она прошла в «материнской церкви кантри» — зале Ryman Auditorium в Нэшвилле. Церемония была заснята и показана по телеканалу NBC несколькими неделями спустя. Прямой эфир с церемонии впервые состоялся в 1969 году.
Ежегодно вручается 12 основных наград в следующих категориях: Entertainer of the Year, Male Vocalist, Female Vocalist, New Artist of the Year (ранее называлась Horizon Award), Vocal Group, Vocal Duo, Single, Album, Song, Music Event, Music Video, Musician. Кроме того, есть ещё награды для радиостанций, вещающих кантри-музыку: «CMA Broadcast Award». Причём она ранжируется в зависимости от широты охвата аудитории на несколько номинаций: major market (Arbitron Ranking 1—25), large market (Arbitron Ranking 26—50), medium market (Arbitron Ranking 51—100), small market (All other Markets).